# Облуч'є
Облу́ч'є (їд. אָבלוטשיע) — місто (з 1938 року) у Росії, адміністративний центр Облученського району Єврейської автономної області.
Населення — 8540 мешканців (2018).

## Історія
Місто засноване у 1911 році будівельниками Амурської залізниці під назвою Сололі (від річок Велика і Мала Сололі, що текли поруч). За 4 роки було побудовано 200-метровий Облученський тунель (один з семи Хінганских тунелів) і залізнична станція Облуч'є, під паркові шляхи якої були насипані тонни ґрунту. У 1915 році тут відбулася змичка першої та другої ділянок Амурської залізниці, яка завершила її будівництво (залишався не зданим тільки міст через Амур). Тоді ж Облуч'є отримало свою сучасну назву.
Статус селища міського типу присвоєно в 1928 році, статус міста - з 1938 року.

## Географія
Місто засноване на річці Хінґан (притоці Амуру), у 159 км від Біробіджану, на кордоні з Амурською областю. Залізничний вузол на Транссибирській магістралі, яка тут робить велику петлю між сопок у виді облучка (від чого походить одна з версій назви населеного пункту). Завдяки тому, що місто закрите з півночі горами, кліматичні умови тут дуже сприятливі.
Із заходу на схід місто оточене сопками. На півночі гори зближуються, залишаючи вузький прохід для річки Хінґан. З півдню місто обмежене широкою заболоченою рівниною.
Супутник міста Облуч'є — село Ядрино Амурської області, відстань автотрасою «Амур» біля 2 км, напряму південню частину міста та село розділяє річка Хінґан.